# Saint-Agnan (Aisne)
Saint-Agnan is een plaats en voormalige gemeente in het Franse departement Aisne in de regio Hauts-de-France en telt 104 inwoners (2009).
Op 1 januari 2016 fuseerde de gemeente met Baulne-en-Brie en La Chapelle-Monthodon tot de commune nouvelle Vallées en Champagne. De plaats en de gemeente maken deel uit van het arrondissement Château-Thierry.

## Geografie
De oppervlakte van Saint-Agnan bedraagt 7,8 km², de bevolkingsdichtheid is dus 13,3 inwoners per km².
De onderstaande kaart toont de ligging van Saint-Agnan (Aisne) met de belangrijkste infrastructuur en aangrenzende gemeenten.

## Demografie
Onderstaande figuur toont het verloop van het inwonertal (bron: INSEE-tellingen).
Vanwege een beveiligingsprobleem met de MediaWiki Graph-software is het momenteel niet mogelijk deze grafiek weer te geven. Zodra de software is bijgewerkt zal de grafiek vanzelf weer zichtbaar worden.